# Lucien Plamondon
Pour les articles homonymes, voir Plamondon.
Lucien Plamondon (Saint-Raymond, Canada, 18 août 1904 - Sainte-Foy, Canada, 15 février 1987) est un homme politique québécois. Il a été le député de la circonscription de Portneuf pour le Parti libéral de 1939 à 1944.

## Biographie
Lucien Plamondon est le fils de Charles Plamondon, un commerçant, et d'Élisabeth Chevalier. Après avoir fait ses études au Collège Saint-Raymond et au Séminaire de Québec, il suivit une formation en comptabilité à l'Académie Filiol de Québec et peaufina son anglais à l'Université du Nebraska.
Entre 1929 et 1933, il travailla comme commis de bureau pour la Donnacona Paper Company avant de se lancer dans la vente d'assurances. Il se présenta une première fois comme candidat libéral indépendant dans la circonscription de Portneuf aux élections fédérales de 1935, sans succès. Il fut élu député libéral dans Portneuf aux élections provinciales de 1939, mais perdit son siège aux élections suivantes. Il fut également, au niveau municipal, secrétaire-trésorier de la ville de Donnacona de mars 1938 à septembre 1948, puis échevin et finalement maire de Lac Sergent (de 1940 à 1945).
Après sa carrière politique, il fut gérant de la Caisse populaire de Donnacona (de 1944 à 1947) puis propriétaire et administrateur du Château-Laurier et du motel Fleur-de-Lys à Québec (de 1948 à 1972).